# Маккан та інші проти Сполученого Королівства
Рішення по справі "Маккан та інші проти Сполученого Королівства" — рішення, винесене Великою палатою ЄСПЛ 27 вересня 1995 року, в якому Суд створив стандарт тлумачення ст. 2 Конвенції.

## Обставини справи
Заявником у цій справі виступили батьки трьох осіб, які були застрелені 1988 р. у Гібралтарі військовослужбовцями спеціальної повітряно-десантної служби, що входить до складу Британської армії.
Розвідка припустила, що група відомих членів Тимчасової ірландської республіканської армії (ІРА) (Деніель Макканн, Шон Севідж і Мейред Фаррелл) планувала вибух у Гібралтарі. Раніше вони вже були пов’язані, а також засуджені за діяльність, пов’язану з вибухівкою та тероризмом. 
Під час спостереження команда перетнула кордон з Іспанії та згодом припаркувала автомобіль у людному місці, а самі пішли геть від машини. Розвідка припустила, що автомобіль був оснащений вибухівкою, а підозрювані тримали при собі дистанційний детонатор (за ІРА раніше таке вже спостерігалось).
Команда солдатів бойових груп SAS була відправлена, щоб перехопити та заарештувати їх за звинуваченнями в змові в рамках «Операції Флавій». Команда застрелила підозрюваних, що на той час, як стверджували солдати, було виправданою відповіддю на те, що підозрювані нібито потягнулися до того, що, на думку команди, було детонаторами. 
На момент стрілянини у підозрюваних не було ні детонатора, ні вибухівки. Проте було знайдено автомобіль, зареєстрований на одного з підозрюваних, який був оснащений вибуховими пристроями. Виявилося, що підозрювані були на розвідці та припаркували свою машину, щоб зберегти місце для машини з вибухівкою.

## Рішення Суду
На думку Суду, держава порушила право на життя внаслідок того, що контртерористичну операцію не було сплановано належним чином. Порушення статті 2 було встановлено, оскільки застосування сили не було «суворо пропорційним» цілям, які мали бути досягнуті — тобто врятувати життя. 
По-перше, суд встановив порушення в тому, що підозрюваних не було затримано на кордоні. По-друге, суд встановив, що влада не врахувала правильність розвідданих (які виявились помилковими), і, по-третє, використання солдатів SAS – бойових груп, навчених стріляти на ураження – також становило процедурний збій у плануванні.
Суд при розгляді справи «Маккан та інші проти Сполученого Королівства» створив стандарт тлумачення ст. 2 Конвенції. 
ЄСПЛ неодноразово підкреслював, що п. 2 ст. 2 забороняє будь-яке застосування зброї, що може призвести до смерті, якщо тільки таке застосування не є необхідним. При цьому не має значення, чи можна було передбачати такі наслідки.
Основним критерієм застосування сили може бути виключно її «абсолютна необхідність».

## Основні принципи тлумачення ст. 2 Конвенції
1) тлумачення ч. 2 має бути звуженим, оскільки це одна з основоположних статей Конвенції;
2) текст ст. 2, взятої в цілому, свідчить, що п. 2 визначає не ті випадки, за яких хтось може бути навмисно позбавлений життя, а описує ситуації, коли допускається застосування сили, яка може призвести до ненавмисного позбавлення життя; 
3) Суд при розгляді конкретної справи має дуже ретельно вивчати випадки позбавлення життя, особливо тоді, коли траплялося застосування сили умисно або органами державної влади; 
4) слід ураховувати не лише дії представників держави, які застосували силу, а й низку супутніх обставин, включаючи такі питання, як планування силової операції та контроль за її здійсненням.
Позбавлення життя не буде розглядатися як зроблене на порушення ст. 2 Конвенції, якщо воно є результатом використання сили, що не перевищує абсолютну необхідність. Є необхідність дотримання критерію «доцільності й абсолютної необхідності» в застосуванні зброї.